# 요바나 담냐노비치
요바다 담냐노비치(세르비아어: Јована Дамњановић, Jovana Damnjanović, 1994년 11월 24일 ~ )는 세르비아의 여자 축구 선수이다. 포지션은 공격수이며, 현재 독일 프라우엔-분데스리가의 FC 바이에른 뮌헨에서 활동하고 있다.

## 클럽 경력
2013년까지 ŽFK 츠르베나 즈베즈다 소속으로 활동했으며 2013년부터 2015년까지 독일 프라우엔-분데스리가 소속 여자 축구 클럽인 VfL 볼프스부르크 소속으로 활동했다. 2015년에는 SC 잔트로 이적했고 2017년에는 바이에른 뮌헨으로 이적했다.

## 국가대표 경력
2010년 2월 23일에 열린 헝가리와의 친선 경기에서 출전하면서 세르비아 여자 축구 국가대표팀 선수로 데뷔했으며 2010년부터 2014년까지는 세르비아 여자 U-19 축구 국가대표팀 선수로도 활동했다.

## 수상
VfL 볼프스부르크
- UEFA 여자 챔피언스리그 1회 우승 (2013-14)
- 프라우엔-분데스리가 1회 우승 (2013-14)
- 여자 DFB-포칼 1회 우승 (2014-15)

FC 바이에른 뮌헨
- 여자 DFB-포칼 1회 준우승 (2017-18)